# Ster van Zwolle
Der Ster van Zwolle ist ein niederländisches Straßenradrennen.
Das Eintagesrennen wird seit 1961 in Zwolle in der Provinz Overijssel ausgetragen. Seit 2011 gehört es in der Kategorie 1.2 zur UCI Europe Tour. Das Rennen bildet den Auftakt der niederländischen Straßenradsportsaison. Rekordsieger ist der Niederländer Dries Klein mit drei Erfolgen.

## Palmarès
- 2024  Nicklas Pedersen
- 2023  Coen Vermeltfoort
- 2022 abgesagt
- 2021  Coen Vermeltfoort
- 2020  David Dekker
- 2019  Coen Vermeltfoort
- 2018  Maarten van Trijp
- 2017  Fabio Jakobsen
- 2016  Jeff Vermeulen
- 2015  Elmar Reinders
- 2014  Bert-Jan Lindeman
- 2013  Dylan van Baarle
- 2012  Robin Chaigneau
- 2011  Barry Markus
- 2010  Bert-Jan Lindeman
- 2009  Bram Schmitz
- 2008  Germ van der Burg
- 2007  Dennis Smit
- 2006  Marvin van der Pluijm (2)
- 2005  Peter Möhlmann
- 2004  Marvin van der Pluijm
- 2003  Mark Vlijm
- 2002  Marco Bos
- 2001  Rudie Kemna
- 2000  Paul van Schalen
- 1999  Rik Reinerink
- 1998  Renger Ypenburg
- 1997  Bennie Gosink
- 1996  Louis de Koning
- 1995  Niels Boogaard
- 1994  Marc Wauters
- 1993  Michel Cornelisse (2)
- 1992  Martijn Vos
- 1991  Jans Koerts
- 1990  Tonnie Akkermans
- 1989  Wietse Veenstra
- 1988  Henk Boorsma
- 1987  Michel Cornelisse
- 1986  Erwin Kistemaker
- 1985  Dries Klein (3)
- 1984  Ron Mackay
- 1983  Dries Klein (2)
- 1982  Jannus Slendebroek
- 1981  Dries Klein
- 1980  Johan Kuiken
- 1979  Hans Plugers
- 1978  Jan Spijker
- 1977  Joop Ribbers
- 1976  Piet Hoekstra
- 1975  Frits Pirard
- 1974  Gerrie van Gerwen
- 1973  Cees Priem
- 1972  Louis Westrus
- 1971  Juul Bruesing
- 1970  Jo Vrancken (2)
- 1969  Jo Vrancken
- 1968  Herman Hoogezaad
- 1967  Harrie Jansen
- 1966  Jan van der Horst
- 1965  Harrie Steevens
- 1964  Henk Koopmans
- 1963  Evert Dickhof
- 1962  Jan Schröder
- 1961  Jan Rol